# Robert E. Dickinson
Pour les articles homonymes, voir Robert Dickinson et Dickinson.
Robert Earl Dickinson  (né le 26 mars 1940 à Millersburg, Ohio) est un météorologue et géoscientifique américain.

## Biographie
Dickinson étudie la chimie et la physique à l'Université Harvard avec un baccalauréat obtenu en 1961. Il étudie ensuite la météorologie au Massachusetts Institute of Technology (MIT) avec une maîtrise en 1962 et un doctorat en 1966. Après avoir été chercheur au MIT, il rejoint en 1968 le National Center for Atmospheric Research (NCAR) à Boulder, Colorado, où il devient en 1975 chef de la division climat et en 1981 directeur adjoint de la division climat et dynamique globale. En 1990, il devient professeur à l'Université de l'Arizona, en 1999 professeur au Georgia Institute of Technology (GT), et depuis 2008 professeur à l'Université du Texas à Austin (UT).
Il travaille sur des modèles climatiques et des modèles informatiques de processus dans l'atmosphère, notamment les interactions avec la biosphère, le changement climatique mondial, le cycle du carbone sur terre, la télédétection et la disparition des forêts tropicales humides. Il est l'un des auteurs, en 1979, du rapport Charney qui conclut à la perspective d'un réchauffement climatique.
En 1996, il reçoit le prix Vetlesen et la médaille Revelle de l'Union américaine de géophysique (AGU) et en 1997 le prix Rossby de l'American Meteorological Society (AMS). Il est membre de l'Académie nationale des sciences (NAS) (1988) et de l'Association américaine pour l'avancement des sciences (AAAS). En 2002, il est élu membre de l'Académie nationale d'ingénierie des États-Unis pour ses contributions pionnières à un large éventail de sujets en dynamique atmosphérique et en modélisation du système terrestre.
En 2006, il devient membre étranger de l'Académie chinoise des sciences. De 2002 à 2004, il est président de l'AGU. Il est Fellow de l'AMS, dont il reçoit le prix Clarence Leroy Meisinger en 1973. Il est membre honoraire de l'Union européenne des géosciences (EGS) et de l'Union européenne des géosciences (EGU).